# Мандаринка

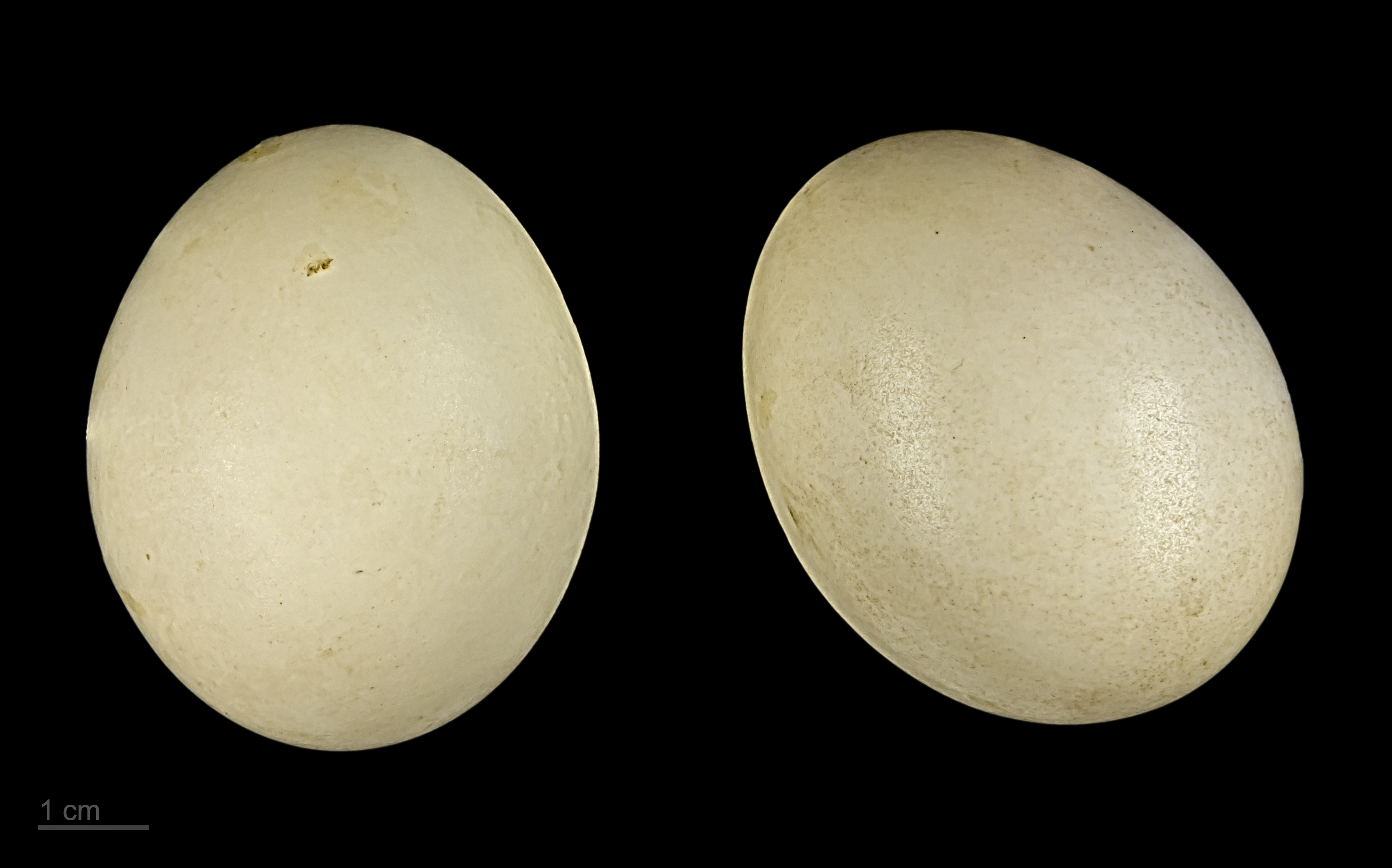
яйце Aix galericulata - Тулузький музей

Мандари́нка (лат. Aix galericulata; англ. Mandarin Duck; яп. 鴛鴦, オシドリ) — птах родини качкових. Мешкає у Східній Азії, на території Китаю, Кореї, Японії, Тайваню і Приморського краю Росії. Вид успішно інтродуковано в Західній Європі, де ці качки повністю натуралізувалися. Часто розводять у парках як декоративного птаха.

## Опис

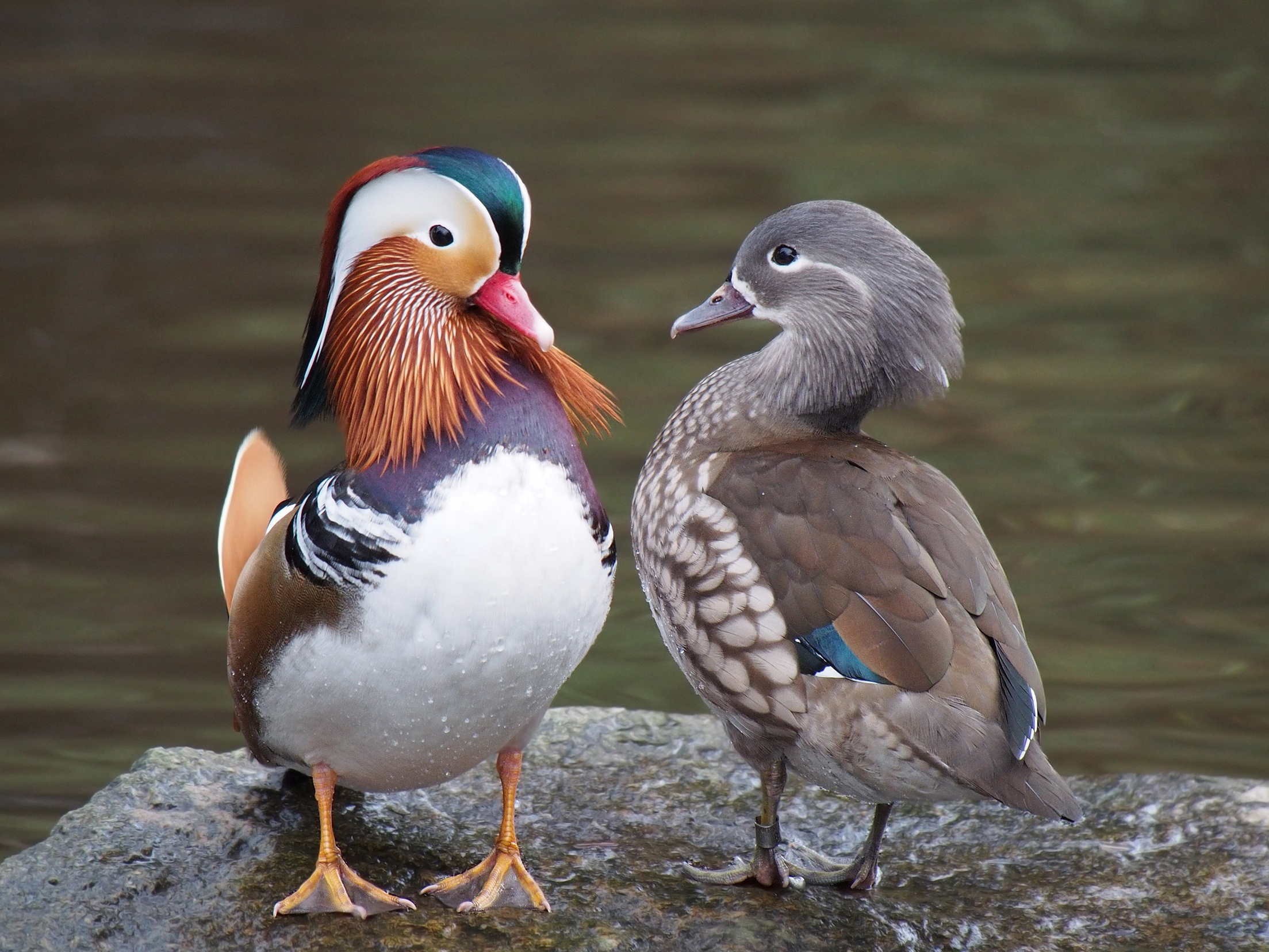
Пара качок мандаринок в Martin Mere, Ланкашир, Велика Британія. Яскравий приклад статевого диморфізму.

Статевий диморфізм яскраво виражений. Самець має яскраве різнобарвне пір'я і чуб на голові. Самиця має сіре пір'я різних відтінків. Середня довжина тіла самця — 48 см; самиці — 41 см. Довжина крила самця — 21—24 см; самиці — 21—23 см. Розмах крил становить 65—75 см. Середня вага самця — 0,6 кг; самиці — 0,5 кг.

## Чисельність
Популяцію у світі оцінено у 65-66 тис. особин, чисельність має тенденцію до скорочення

## Гніздування
Населяє ліси вздовж гірських річок. Сезон розмноження розпочинається в лютому — березні. Гнізда влаштовує, як правило, у дуплах дерев на різній висоті, інколи до 15 м. Кладка має від 7 до 14 яєць, які самка висиджує протягом 32 днів. Пташенята після вилуплення невдовзі самостійно залишають гніздо, вистрибуючи з дупла.

## У культурі
У китайській, корейській і японській культурах самець і самиця мандаринок вважаються символом нерозлучного подружжя. Їх зображення часто використовуються у традиційному мистецтві.